# Моати, Феликс
Феликс Моати (фр. Félix Moati; род. 24 мая 1990, Париж, Франция) — французский актер, кинорежиссер и сценарист.

## Биография
Феликс Моати родился 24 мая 1990 года в Париже. Отец Феликса — известный французский режиссер, продюсер и журналист Серж Моати. Свою актерскую карьеру Феликс начал еще ребенком: в семилетнем возрасте он снялся в телевизионном фильме «Tendre piège», режиссером которого выступил его отец.
В 2008 году Моати сыграл роль Артура в подростковой комедии Лизы Азуэлос «ЛОЛ». В 2011 году снялся в фильме ужасов Александра Бустильо и Жульен Море «Мертвенно-бледный», в котором сыграл одну из главных ролей. Через год Феликс сыграл роль Виктора в комедии Мишеля Леклерка «Пиратское телевидение». За роль в этом фильме актер получил номинацию в категории «самый многообещающий актёр» французской национальной кинопремии «Сезар» и награду как лучший молодой актер на фестивале романтического кино в Кабуре.
В 2013 году актер снялся в фильме «Правила жизни французского парня», который стал дебютным художественным фильмом режиссера Бенжамена Геджа. За роль в этом фильме Феликс Моати выиграл «Приз жюри» на Международном фестивале кинокомедии в Альп-д'юэз.
В 2016 году Моати выступил режиссером и сценаристом короткометражного фильма «За Сюзанной», который был номинирован на «Золотую пальмовую ветвь» за лучший короткометражный фильм на Каннском международном кинофестивале, но уступил фильму «Таймкод» режиссера Хуанхо Хименеса Пенья.
В 2012 году Феликс Моати входил в состав жюри программы «Откровенная Картье» на 38-м кинофестивале американского кино в Довиле; в 2016 — член жюри конкурса короткометражного кино на 32-м кинофестивале в Кабуре.

## Избранная фильмография
| Год  | Название                                                              | Оригинальное название | Роль                       |
| ---- | --------------------------------------------------------------------- | --------------------- | -------------------------- |
| 2008 | Лол                                                                   | LOL                   | Артур                      |
| 2011 | Мёртвенно-бледный                                                     | Livide                | Уильям                     |
| 2014 | Правила жизни французского парня                                      | Libre et assoupi      | Брюно                      |
| 2018 | Непотопляемые                                                         | Le Grand Bain         | Джон                       |
| 2020 | Сопротивление                                                         | Resistance            | Ален Мангель, брат Марселя |
| 2021 | Французский вестник. Приложение к газете «Либерти. Канзас ивнинг сан» | The French Dispatch   | официант                   |
| 2022 | Не в твоём вкусе                                                      | Not my type           | Антуан, племянник Дериджан |